# 盧維禎
盧維禎（1543年—1610年），字司典，號瑞峰，福建漳州府漳浦縣人，民籍，明朝政治人物。

## 生平
嘉靖四十年（1561年）辛酉科福建鄉試第四十七名舉人。隆慶二年（1568年）中式戊辰科會試第三百名，三甲第一名進士。初授太常寺博士，历任吏部验封司主事、考功司、文选司郎中，萬曆十一年二月升太常寺少卿。十六年十月起升右通政，十七年二月升太仆寺卿，五月改任光禄寺卿，十八年正月升太常寺卿，四月升大理寺卿，十九年六月升工部左侍郎，二十年七月改户部左侍郎，以九门城楼竣工，给与诰命，赏赐银币。二十一年二月以考察去职。三十八年闰三月卒，贈户部尚書。

## 家族
曾祖盧愷；祖父盧鑑；父盧池。嫡母沈氏；生母李氏。永感下。